# Rabsztyn (gmina)
Rabsztyn – dawna gmina wiejska istniejąca do 1954 w woj. kieleckim i woj. krakowskim. Siedzibą władz gminy był Rabsztyn. 
W okresie międzywojennym gmina Rabsztyn należała do powiatu olkuskiego w woj. kieleckim.
W 1939, w następstwie okupacji, jej główna część (Bogucin, Golczowice, Gorenice, Olewin, Osiek, Pomorzany, Rabsztyn, Sieniczno, Skalskie, Wisliczka i Zimnodol) wcielona  do III Rzeszy (część znalazła się w GG). 24 maja 1941 zniesiona i przekształcona w gminę Ilkenau-Land (Olkusz).
Po wojnie przywrócona. Przez bardzo krótki czas zachowała przynależność administracyjną sprzed wojny, lecz już 18 sierpnia 1945 roku została wraz z całym powiatem olkuskim przyłączona do woj. krakowskiego. 1 stycznia 1950 roku części obszaru gminy Rabsztyn weszły w skład nowych gmin Klucze (gromada Golczowice) i Przeginia (gromady Czubrowice i Racławice).
Według stanu z dnia 1 lipca 1952 roku gmina składała się z 14 gromad: Bogucin Duży, Bogucin Mały, Gorenice, Kosmołów, Olewin, Osiek, Podlesie, Pomorzany, Rabsztyn, Sieniczno, Skalskie, Zawada, Zederman i Zimnodół. Jednostka została zniesiona 29 września 1954 roku wraz z reformą wprowadzającą gromady w miejsce gmin. Po reaktywowaniu gmin z dniem 1 stycznia 1973 roku gminy Rabsztyn nie przywrócono. Dawne tereny gminy Rabsztyn połączono z miastem Olkusz tworząc gminę Olkusz w tymże powiecie.